# Muriel Beyer
Muriel Beyer est une éditrice née à Marseille. Elle est la fondatrice et directrice des Éditions de l'Observatoire et directrice générale adjointe du groupe Humensis.

## Biographie

### Formation
Muriel Beyer a tenté une agrégation de lettres classiques sans en passer l'écrit.

### Carrière
Après une première expérience dans le journalisme au quotidien Le Provençal (1975-1976), elle devient directrice de la communication du Parc des expositions de Marseille (1978-1982). En 1982, elle commence sa carrière dans l'édition comme attachée de presse, chez Flammarion jusqu'en 1997, puis chez Plon où elle devient directrice éditoriale jusqu'en 2016.
Entre 2009 et 2013, elle est membre du Comité stratégique du Conseil culturel de l'Union pour la Méditerranée,.
En décembre 2016, elle crée, au sein du groupe Humensis, les Éditions de l'Observatoire, maison qui publie entre 70 et 80 ouvrages par an : des essais, des témoignages et de la littérature, française et étrangère.
Muriel Beyer est également directrice du pôle Littérature générale d'Humensis, qui comprend les Éditions de l'Observatoire, les Éditions des Équateurs, Passés / Composés, humenSciences et Belin (hors scolaire).
En janvier 2018, elle est nommée directrice générale adjointe d'Humensis.
En octobre 2018, elle est nommée présidente du groupe littérature générale au Syndicat national de l'édition (SNE).
En janvier 2023, elle est nommée co-directrice générale du groupe Humensis.

## Distinctions
Muriel Beyer a été faite chevalier de l'ordre national du mérite, et chevalier, puis officier, en 2021, de la Légion d'honneur.